# عيد الصليب
عيد الصليب أو عيد رفع الصليب عيد مسيحي لذكرى اليوم الذي وجد فيه الصليب الحقيقي. يحتفل بعيد الصليب في المشرق بتاريخ 14 سبتمبر من كل عام، والذي يصادف 27 سبتمبر بحسب التقويم الغريغورياني.

## البحث عن الصليب

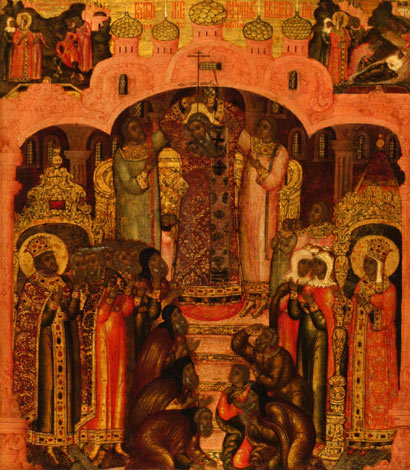
تمجيد الصليب.

ظل الصليب مطمورا بفعل اليهود تحت تل من القمامة وذكر المؤرخون أن الإمبراطور الرومانى هادريان (117 – 138 م) أقام على هذا التل في عام 135 م هيكلا للزهرة الحامية لمدينة روما. وفي عام 326م تم الكشف على الصليب المقدس بمعرفة الملكة هيلانة أم الإمبراطور قسطنطين الكبير.. التي شجعها ابنها على ذلك فأرسل معها حوالي 3 آلاف جندى، وتفرّقوا في كل الأنحاء واتفقوا أن من يجد الصليب أولاً يشعل نارًا كبيرة في أعلى التلة وهكذا ولدت عادة إضاءة «أبّولة» الصليب في عيده. وفي اورشليم اجتمعت بالقديس مكاريوس أسقف أورشليم وأبدت له رغبتها في ذلك، وبعد جهد كبير أرشدها اليه أحد اليهود الذي كان طاعنا في السن.. فعثرت على 3 صلبان واللوحة التذكارية المكتوب عليها يسوع الناصرى ملك اليهود واستطاعت أن تميز صليب المسيح بعد أن وضعت شخص قد مات وكان اهله في طريقهما ليدفنوة فوضعتة على الصليب الأول والثاني فلم يقم، وأخيرا وضعته على الصليب الثالث فقام لوقته. فأخذت الصليب المقدس ولفته في حرير كثير الثمن ووضعته في خزانة من الفضة في أورشليم بترتيل وتسابيح كثيرة.. وأقامت كنيسة القيامة على مغارة الصليب وأودعته فيها، ولا تزال مغارة الصليب.

## الصليب بين فارس وأورشليم
بقي عود الصليب في كنيسة القيامة حتى 4 أيار عام 614 حيث أخذه الفرس بعد احتلالهم أورشليم (القدس) وهدمهم كنيسة القيامة، وفي سنة 629 انتصر الإمبراطور هرقليوس على كسرى ملك فارس وأعاد الصليب إلى أورشليم.
ويذكر التقليد أن الإمبراطور حمل على كتفه العود الكريم وسار به في حفاوة إلى الجلجثة، وكان يرتدي أفخر ما يلبس الملوك من ثياب والذهب والحجارة الكريمة في بريق ساطع، إلا أنه عندما بلغ باب الكنيسة والصليب على كتفه أحس قوة تصده عن الدخول فوقف البطريرك زكريا وقال للملك: «حذار أيها الإمبراطور إن هذه الملابس اللامعة وما تشير إليه من مجد وعظمة، تبعدك عن تواضع يسوع المسيح ومذلة الصليب»، ففي الحال خلع الإمبراطور ملابسه الفاخرة وارتدى ملابس حقيرة وتابع مسيره حافي القدمين حتى الجلجثة حيث رفع عود الصليب المكرم فسجد المؤمنون إلى الأرض وهو يرنمون: «لصليبك يا رب نسجد، ولقيامتك المقدسة نمجد».

## الصليب في القرن السابع
في القرن السابع نقل جزء من الصليب إلى روما وقد أمر بعرضه في كنيسة المخلص ليكون موضع إكرام للمؤمنين، البابا الشرقي سرجيوس الأول (687 - 701).

## الصليب اليوم
في كنيسة القيامة اليوم يكرم الموضع الذي وجدت فيه القديسة هيلانة الصليب وهذا الموضع كان في عهد السيد المسيح حفرة كبيرة في الأرض ردمها مهندسو الملك قسطنطين وأدخلوها في تصميم الكنيسة الكبرى بمثابة معبد، هو في الواقع مغارة كبيرة تحت سطح الأرض.
يعيد بعيد الصليب في 14 أيلول، حيث يحج المصلون إلى معلولا في سوريا، حيث ديري القديسة تقلا والقديسين سرجيوس (سركيس) وباخوس.